# 壺井栄
壺井 栄（つぼい さかえ、旧姓:岩井、女性、1899年〈明治32年〉8月5日 - 1967年〈昭和42年〉6月23日）は、日本の小説家・詩人。主に一般向小説および児童文学（童話）を主領域に活躍した作家で、戦後反戦文学の名作として後に映画化された『二十四の瞳』の作者として知られる。夫は詩人の壺井繁治。
香川県小豆郡坂手村（現在の小豆島町）出身。

## 人物

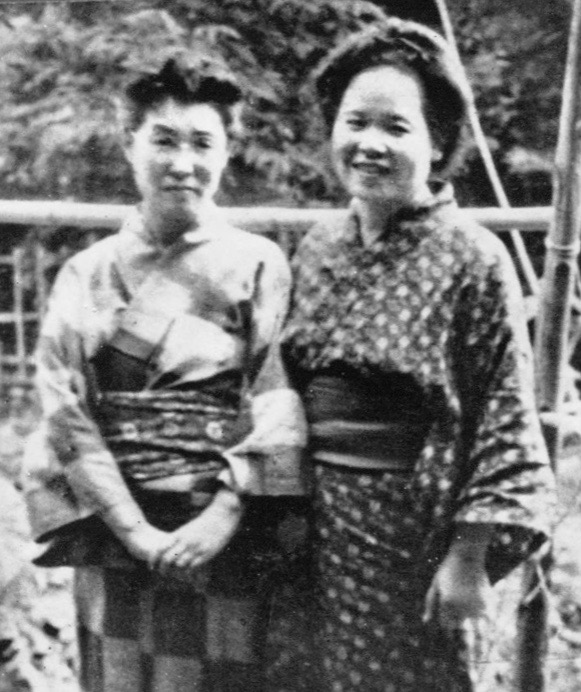
佐多稲子と壷井栄（1946年）

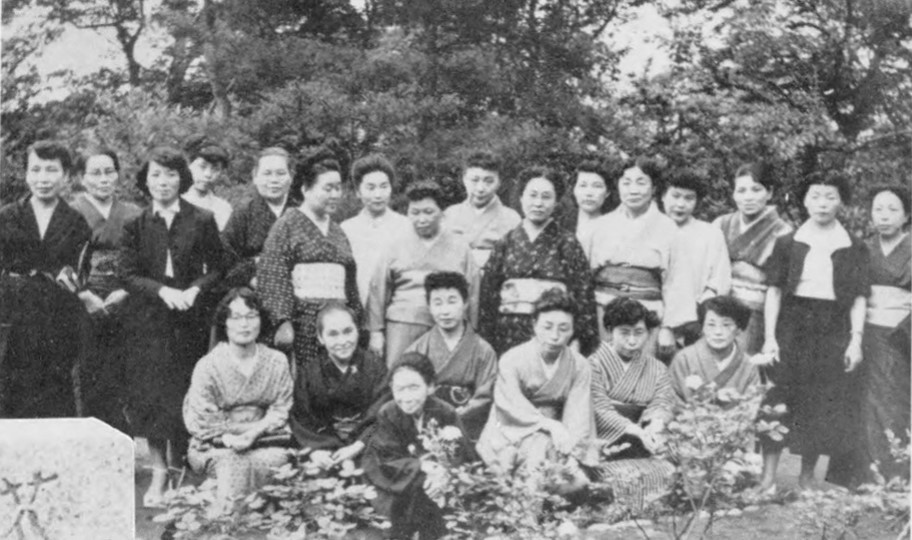
1954年、林芙美子の三回忌に集まった女性の文学者たち。
前列左から、小山いと子、森田たま、林芙美子の母、美川きよ、川上喜久子、円地文子、大田洋子。
後列左から、宇野千代、大谷藤子、三宅艶子、城夏子、壺井栄、平林たい子、由起しげ子、村岡花子、横山美智子、佐多稲子、芝木好子、板垣直子、大原富枝、阿部光子、峯雪栄、森三千代。

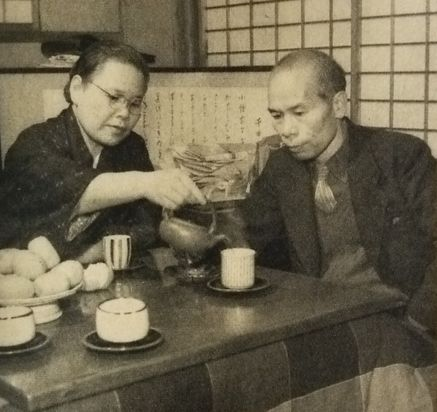
夫・繁治とともに（1955年）

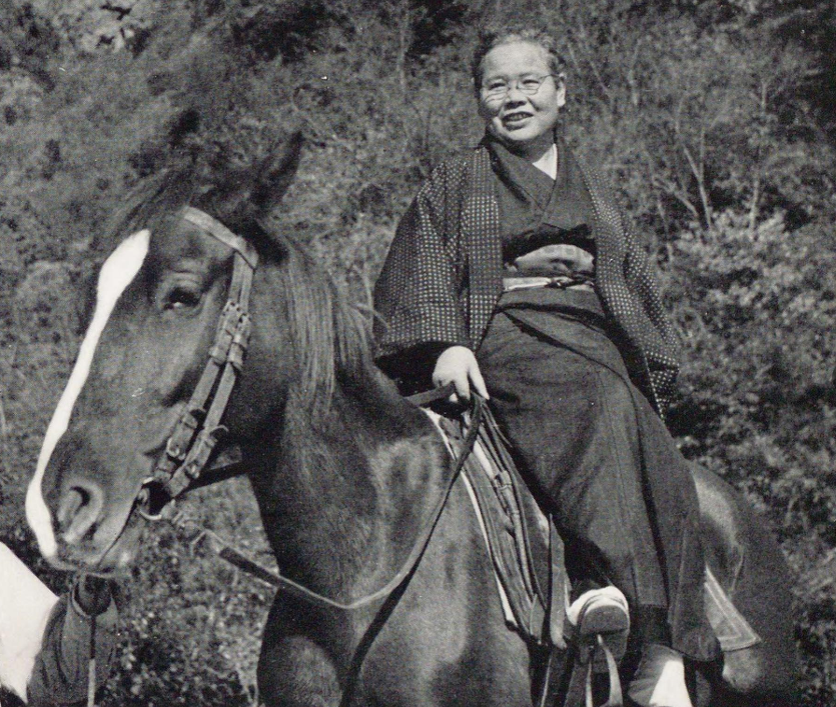
小豆島の神懸山にて（1955年）

1899年（明治32年）8月5日、香川県小豆郡坂手村に醤油樽職人の岩井藤吉の五女として生まれる。蔵元が倒産したことで父が失職して経済状態が悪くなり他家の子守りを請け負い日銭を稼ぐなどの苦労を重ねるが、坂手小学校、内海高等小学校を卒業する。この時期に学校図書館や島の本屋の軒先に置かれていた『少女の友』『少女世界』の影響を受ける。卒業後は海漕業に転職した父の手伝いをしながら、都会に出稼ぎに出ていた長兄より不定期に『少年』『少女』などの雑誌を贈られて愛読するようになる。
1915年（大正4年）郵便局、役場に勤める。この頃から幼少期よりの無理がたたり、肋膜炎症や脊椎カリエスを患うようになる。1922年にははしかにかかり、かかった医師の医療の後手のために生死の境をさまよう羽目に陥る。この頃、里帰りをしていた隣村の壺井繁治と知り合い、交流を持つようになる。1925年に上京し、繁治と結婚。東京都豊多摩郡世田ヶ谷町字三宿（現在の世田谷区三宿）に居を構え、後に太子堂に移る。この頃、夫の文士活動の影響から林芙美子、平林たい子、佐多稲子、宮本百合子らと親交を持つようになる。この頃から周囲の見様見真似で手習い作品を執筆するようになった。執筆作は夫や周囲の人々の計らいで彼らの同人誌や機関誌に載せられるようになる（この時期の作品は基本的に「身内に向けた作品が周囲の手によって雑誌に載せられたもの」であるためデビュー作とはみなされない事が多い）。
1928年、雑誌『婦女界』が読者日記（今で言うなら随筆およびエッセイ）の懸賞を行い、これに『プロ文士の妻の日記』として自身の日記を出す。入選賞となったため同作が『婦女界』に活字掲載され賞金30円をもらう（ただし、作家として正規の活動ではないため、デビュー作とはみなされない事が多い）。
1934年、雑誌『進歩』に壺井豊子の名義で、短編「崖下の家」を執筆する（変名義作品であるため、この作品もデビュー作とは、みなされない事が多い）。
1936年、佐多稲子に坪田譲治の『風の中の子供』を勧められる。同時に稲子は、栄の作風からプロレタリア文学ではなく、未来に生きる子どもたちのための児童文学（童話）を執筆する事を勧めた。ここから本格的な執筆活動を開始する。この時、坪田作品に影響を受けて執筆された作品のひとつが、後にデビュー作と見なされる『大根の葉』である。
1938年、雑誌『文藝』に本名名義で『大根の葉』を一般文芸作として発表した。一般には、これ（初の本名名義および意図的な作家活動による作品発表）をもってデビュー作とみなす。のち数多くの作品を執筆するようになる。芸術選奨文部大臣賞を始め、新潮文芸賞・児童文学賞などを受賞。1952年に発表された『二十四の瞳』は1954年に木下惠介監督・高峰秀子主演で映画化され、小豆島の名を全国に知らしめた。
1961年、高齢により気管支喘息の発作を起こし、慶應義塾大学病院に入院。翌年に退院するが、以降は発作を抑えるために軽井沢にて静養する事が多かったとされる。以降、数度の転院による入院生活を余儀なくされる事となる。
1967年に内海町名誉町民の称号を与えられた。同年6月23日に喘息発作のため、自宅近所の熊谷病院にて死去。享年67。
1972年、壺井の文学を顕彰するとともに、郷土の児童・生徒の文学資質の向上と発展を図るために壺井栄賞が創設された。
2025年、北京外国語大学の秦剛教授により、太平洋戦争末期に中国の月刊毎日社から刊行された短編集『絣(かすり)の着物』が再発見された。壺井自身も所持しておらず、戦後に週刊誌で「『絣の着物』をお持ちの方はいらっしゃいませんか」と呼びかけていたほどの幻の本だった。戦争末期の混乱のなかで失われたメディアになったと見られていたが、北京大学の図書館にて所蔵されているのを秦が発見したという。

## 主な作品
- 大根の葉 (1938)
- 祭着 (まつりご) (1940)
- 港の少女 (1944)
- 妙貞さんの萩の月 (1944)
- 石臼の歌 (1945)
- あたたかい右の手 (1947)
- 柿の木のある家 (1949)
- 屋根裏の記録 (1950)
- 母のない子と子のない母と (1951)
- 坂道 (1951)
- 二十四の瞳 (1951)
- 風 (1954)
- 月夜の傘 (1954)
- 草の実 (1955)
- あしたの風
- どこかでなにかが - NHK銀河ドラマのための描き下ろし作。

## 著書
- 『暦 他五篇』新潮社 1940　のち文庫
- 『祭着 他九篇』河出書房 1940
- 『たんぽぽ』高山書院 1941
- 『ともしび』博文館 1941
- 『船路』有光社 1941
- 『私の雑記帳』青磁社 1941
- 『石 短篇集』全国書房 1942
- 『子熊座』三杏書院 1943
- 『女傑の村』実業之日本社 1943
- 『海のたましひ』松山文雄絵 講談社 少国民の日本文庫 1944
- 『花のいのち』葛城書店 1944
- 『夕顔の言葉』松山文雄絵 紀元社 1944
- 『絣の着物』月刊毎日社 1945
- 『松のたより』飛鳥書店 1945
- 『ふたたび』万里閣 1946
- 『赤いステッキ』櫻井書店 少年のための純文學選 1947
- 『霧の街』北桜社 1947
- 『三夜待ち』新紀元社 1947
- 『十五夜の月』鈴木信太郎絵 愛育社 1947
- 『あんずの花の咲くころ』桜井悦絵 小峰書店 青空文庫 1948
- 『海べの村の子供たち』松山文雄絵 雁書房 1948
- 『おみやげ』後藤禎二絵 好江書房 1948
- 『渋谷道玄坂』新日本文学会 1948
- 『小さな物語』前島とも絵 桜井書店 こどもかい文庫 1948
- 『柳の糸』桜井悦絵 東西社 1948
- 『柿の木のある家』赤松俊子絵 山の木書店 1949　のち旺文社文庫
- 『たからの宿』弘文堂 アテネ文庫 1949
- 『妻の座』冬芽書房 1949
- 『母のない子と子のない母と』森田元子絵 光文社 1951　のち新潮文庫、旺文社文庫、春陽文庫
- 『右文覚え書』三十書房 1951
- 『港の少女』前島とも絵 西荻書店 三色文庫 1951
- 『坂道』深沢紅子絵 中央公論社 ともだちシリーズ 1952　のち岩波少年文庫
- 『二十四の瞳』森田元子絵 光文社 1952　のち新潮文庫、角川文庫
- 『花はだれのために』緑川広太郎絵 東洋書館 1952
- 『あしたの風 壷井栄作品集』全日本社会教育連合会編 大蔵省印刷局 女性新書 1953　のち角川文庫、春陽文庫、ポプラ社文庫
- 『妻の座・暦』角川文庫 1953
- 『私の花物語』筑摩書房 1953
- 『風 連作小説』光文社カッパ・ブックス 1954　のち新潮文庫
- 『紙一重』中央公論社 1954
- 『岸うつ波』光文社 1954　のち新潮文庫、角川文庫、春陽文庫
- 『月夜の傘』筑摩書房 1954
- 『一本のマッチ 私の人生遍歴』朝日新聞社 1955
- 『美しい生き方を求めて』学風書院 1955
- 『野の草のように 母の地図』編 光文社カッパ・ブックス 1955
- 『まないたの歌』角川小説新書 1955
- 『続・私の花物語 第1』筑摩書房　1956
- 『裲襠』大日本雄弁会講談社 1956　のち角川文庫
- 『雑居家族』筑摩書房 1956　のち角川文庫
- 『裾野は暮れて』筑摩書房 1956
- 『壷井栄作品集』全25巻 筑摩書房 1956-59
- 『寄るべなき人々』新潮文庫 1956
- 『海風』角川文庫 1957
- 『草の実』中央公論社 1957　のち角川文庫
- 『極楽横丁』筑摩書房 1957
- 『小さな花の物語』平凡出版 1957
- 『忘れ霜』角川書店 1957　のち文庫
- 『あたたかい右の手』箕田源二郎絵 麦書房 雨の日文庫 1958
- 『潮時計』実業之日本社 1958
- 『風と波と』文芸春秋新社 1958
- 『壷井栄童話集』新潮文庫 1958
- 『雨夜の星』講談社 1959
- 『おこまさん』中央公論社 1959
- 『随筆柚の大馬鹿』実業之日本社 1959
- 『いのちかなし』新潮社 1960
- 『大根の葉』角川文庫 1960
- 『どこかでなにかが』中央公論社 1960　のち春陽文庫
- 『ふたごのころちゃん』小坂茂絵 実業之日本社 1960
- 『あす咲く花』新潮社 1962
- 『あすの花嫁』東方社 家庭小説選書 1962
- 『若い樹々』講談社 1962　のち角川文庫
- 『若い娘たち』角川小説新書 1962　のち春陽文庫
- 『まあちゃんと子ねこ』鈴木寿雄絵 ポプラ社 1963
- 『小豆島 随筆・小説』光風社 1964
- 『壺井栄児童文学全集』全4巻 三芳悌吉等絵 講談社 1964
- 『母と子の暦』東方社 1964
- 『日めくり』講談社 1964
- 『柚原小はな』新潮社 1964
- 『嫁さん』集英社 1964
- 『海の音 壷井栄自伝作品集』講談社 1965
- 『袖ふりあう』三月書房 1965
- 『壷井栄名作集』全10巻 ポプラ社 1965
- 『母と娘と』新潮社 1965
- 『壷井栄全集』全10巻 筑摩書房 1968-69
- 『定本壷井栄児童文学全集』全4巻 講談社 1979-80
- 『壺井栄全集』全12巻 鷺只雄編集・校訂 文泉堂出版 1997-99